# Европейски игри 2019
Европейските игри през 2019 година са второто издание на мултинационалното спортно събитие Европейски игри. Събитието се провежда от 21 до 30 юни 2019 година в Минск, Беларус и вкючва 199 състезания в 15 спорта (23 дисциплини). Участват около 4000 спортиста от 50 държави. Осем от спортовете включват възможност за квалификация на летните олимпийски игри в Токио през 2020 година. Откриващата церемония се провежда на стадион Динамо на 21 юни, а закриващата на 30 юни.

## Спортове
Голям борй от спортовете, които присъстват на игрите през 2015 година са изключени от програмата през 2019 година. Сред тях са плуване, скокове във вода, водна топка, синхронно плуване, BMX, планинско колоездене, фехтовка, таекуондо, триатлон и волейбол.
- Стрелба с лък (8)
- Лека атлетика (9)
- Бадминтон (5)
- Баскетбол (3х3)(2)
- Плажен футбол (1)
- Бокс (15)
- Кану-каяк (16)
- Колоездене
  - На шосе (4)
  - На писта (20)
- Гимнастика
  - Акробатика (6)
  - Аеробика(2)
  - Спортна (12)
  - Трамплин (4)
  - Художествена(8)
- Джудо (15)
- Карате (12)
- Самбо (18)
- Спортна стрелба (19)
- Тенис на маса (5)
- Борба (18)
  - Свободна
  - Класическа